# Poliandria asymetryczna
Poliandria asymetryczna – jedna z form poliandrii, w wśród mężczyzn mających wspólną żonę jeden z nich ma większe prawa od innych.